# محمدزایی
محمدزی (پشتو: محمدزی) یک زیرتبار از بارکزی و بخشی از کنفدراسیون قبایل درانی است. آن‌ها بیشتر در قندهار، کابل و غزنی در افغانستان و نیز در شهر چارسده در پاکستان زندگی می‌کنند. محمدزی‌ها از سال ۱۸۲۳ تا ۱۹۷۸، ۱۵۵ سال، بر افغانستان فرمان راندند. فرمانروایی آن‌ها با کودتایی به رهبری محمد داوود خان و با پشتیبانی شوروی پایان یافت و قدرت به کمونیست‌ها واگذار شد.

## پراکندگی
محمدزی‌ها شاخه‌ای برجسته و نیرومند از کنفدراسیون درانی هستند و کانون‌شان بیشتر در قندهار است. آن‌ها همچنین در دیگر استان‌های افغانستان و سراسر مرز در پاکستان نیز زندگی می‌کنند.
موسی‌حیبان از نوادگان سلطان محمد خان ناموَر به «طلایی» هستند. «طلایی» در زبان دری به‌معنای زرین است. او برادر بزرگ‌تر دوست‌محمد خان بود.

## زبان
زبان اصلی محمدزی‌ها پشتو، به‌ویژه گویش جنوبی (قندهاری) آن است. همچنین از دری برای اسناد و نامه‌نگاری بهره می‌برند.

## سیاست
از سال ۱۸۲۳ تا ۱۹۷۸، فرمانروایان افغانستان از دو شاخهٔ بارکزی بودند که به محمدزی‌ها بازمی‌گردند:
- امیر سلطان محمد خان – نخستین فرمانروای محمدزی
- امیر دوست‌محمد خان
- امیر شیرعلی خان
- امیر محمد یعقوب خان – امضاکنندهٔ معاهده گندمک
- امیر عبدالرحمان خان (۱۸۷۹–۱۹۰۱)
- امیر حبیب‌الله خان (۱۹۰۱–۱۹۱۹)
- امیر امان‌الله خان (۱۹۱۹–۱۹۲۶)
- شاه امان‌الله خان (۱۹۲۶–۱۹۲۹)
- شاه عنایت‌الله خان (۱۴–۱۷ ژانویه ۱۹۲۹)
- سردار کوهندل خان – فرمانروای قندهار و بلوچستان
- سردار رحمدل خان – فرمانروای قندهار و بلوچستان
- سردار پاینده خان – پدر بارک‌زایی‌ها و محمدزایی‌ها
- شاه محمد نادر شاه (۱۹۲۹–۱۹۳۳)
- شاه محمد ظاهر شاه (۱۹۳۳–۱۹۷۳)
- رئیس‌جمهور محمد داوود خان (۱۹۷۳–۱۹۷۸)
- سردار عبدالرشید خان محمدزی – وزیر لشگری در قندهار ارغنداب (۱۹۲۷–۱۹۳۱)

## همچنین ببینید
- قبایل پشتون
- بارک‌زایی
- بارکزی
- شغاسی
- پشتونوالی
- پشتونستان
- پاکتا
- لویه جرگه سنتی